# Henry Coenen
Hendricus Cornelis Johannes (Henry) Coenen (Rotterdam, 30 april 1841 – Amsterdam, 27 oktober 1877) was een Nederlands pianist.
Hij werd geboren binnen het gezin van musicus Louis Coenen (1797-1873) en Annie Schmidt. Meerdere broers en zusters gingen de muziek in. Hij trouwde zelf in 1868 met Johanna Antonia van der Bijll, hun zoon Louis Coenen (Laag Keppel 1869- Haarlem, 1960) werd zenuwarts. Vader Henry overleed aan een hartkwaal. Hij werd begraven op de begraafplaats Diemerbrug.
Hij kreeg vanaf zijn zevende muzieklessen van zijn vader, later wilde hij de chirurgie in. Hij kwam er na drie jaar achter, dat zijn angst voor opereren een verdere studie zinloos maakte en wendde zich op achttienjarige leeftijd toch weer tot de muziek. Hij begon les te geven in Rotterdam. Al in 1865 wisselde hij dat in voor een baan als pianodocent aan de muziekschool van de Toonkunst te Amsterdam, het latere Amsterdams Conservatorium. In aanvulling op die baan trad hij ook als solist op. Hij voerde kamermuziek op met zijn broer Frans, Henri Kuit, Henri Viotta en de cellisten Charles Alard en Alexander Pohle.
Net als zijn jongere broer Anton Coenen had hij een matige gezondheid en moest de optredens op jonge leeftijd staken; hij kon alleen nog lesgeven. 